# Barbara Jordan (sciatrice)
Barbara Jordan (...) è una sciatrice alpina austriaca paralimpica che ha rappresentato l'Austria nello sci alpino alle Paralimpiadi invernali del 1992, dove ha vinto due medaglie d'argento e una medaglia di bronzo.

## Carriera
Ai Giochi paralimpici invernali del 1992 tenutesi a Tignes e Albertville, in Francia, Jordan ha vinto due medaglie d'argento (discesa libera con un tempo di 1:15.04, dietro a	Reinhild Möller, oro in 1:10.90 e davanti a Lana Spreeman, bronzo in 1:15.30) e slalom gigante (i tempi ottenuto Möller 2:07.97, Jordan 2:21.63 e Spreeman 2:23.20) e una medaglia di bronzo) nello slalom speciale (realizzando un tempo di 1:31.41, prima di lei Möller in 1:20.41 e Spreeman in 1:30.38). Tutte le gare si sono svolte nella classe LW3,4,9.

## Palmarès

### Paralimpiadi
- 3 medaglie:
  - 2 argenti (discesa libera e slalom gigante LW3,4,9 a Tignes 1992)
  - 1 bronzo (slalom speciale  a Tignes 1992)